# パープルハート章
パープル・ハート章（パープルハートしょう、英: Purple Heart）は、アメリカ合衆国の戦傷章。日本語では名誉負傷章、名誉戦傷章、名誉戦死傷章などとも訳される。
戦闘を含む作戦行動によって死傷したアメリカ合衆国全軍の兵士に対して与えられる。マナート・L・エベール少佐とともに戦死した潜水艦グラニオンの乗組員など、生死不明になった場合にも授与されることがある。

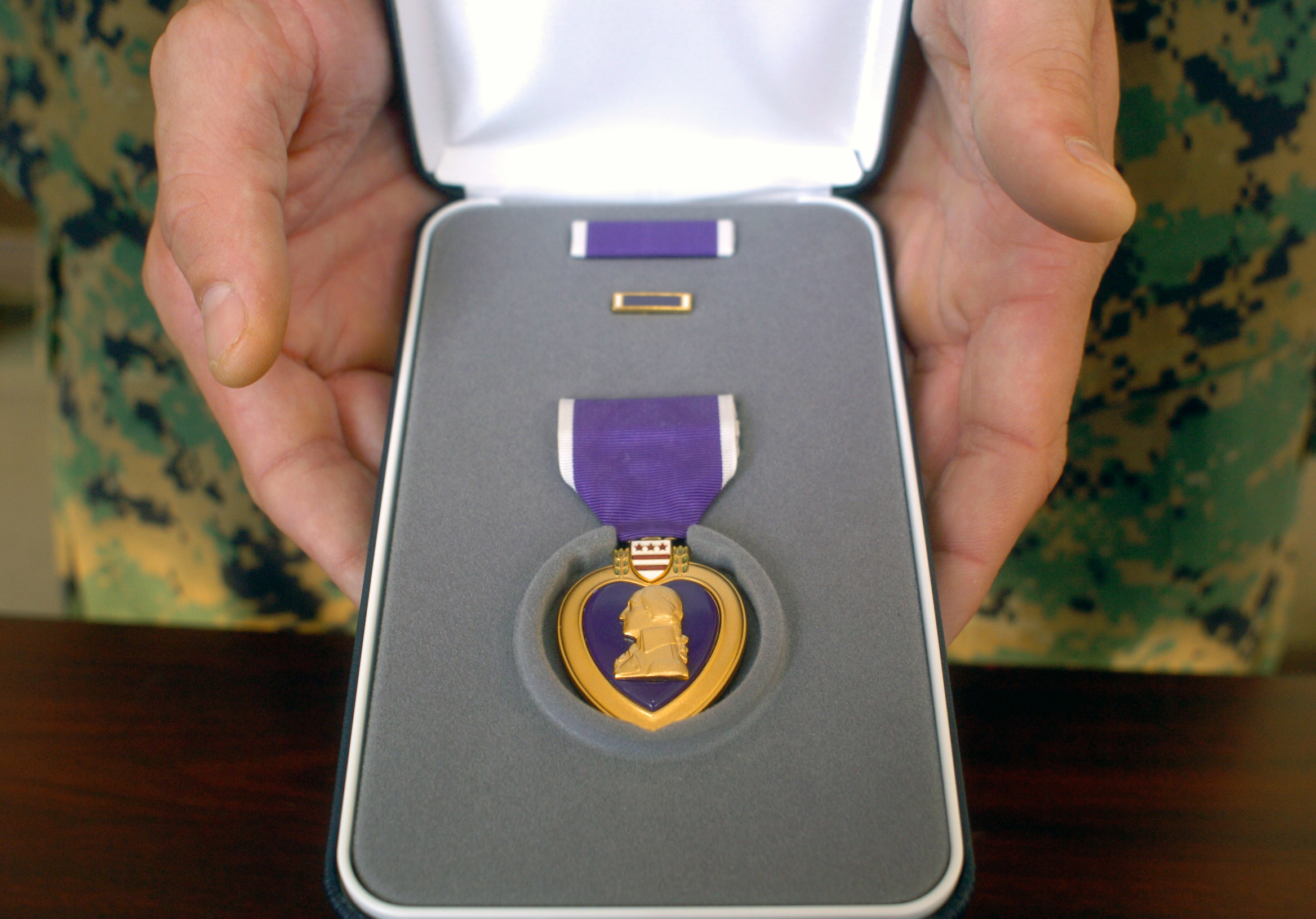
記章と略綬および略章のセット。

記章は幅 1 3/8 インチのハート型で、表面は紫色で金色の縁取りがされ、中心にはワシントンの胸像レリーフが配置され、紐の部分はワシントンのコート・オブ・アームズとなっている。そして、裏面は青銅地金に“FOR MILITARY MERIT”の文字が彫られている。綬は幅 1 3/8 インチで紫色。両端に 1/8 インチ幅の白線。
米軍で最も歴史の古い勲章と言われる。

## 沿革

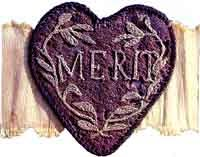
バッジ・オブ・ミリタリーメリット

パープルハート章の前身は、ジョージ・ワシントンによってアメリカ独立戦争中の1782年に制定されたバッジ・オブ・ミリタリーメリットである。この章は紫色でハート型の布片だった。しかし、この章は終戦に伴い運用されなくなった。
1932年、ジョージ・ワシントン生誕200周年を記念して、大統領命令により当時の陸軍参謀総長ダグラス・マッカーサーが”パープルハート章”の名称で復活させた（1932年2月22日陸軍省令第3号）。そして、同日発行の陸軍省通達により、1917年4月以降に功労感状 (Meritorious Service Citation Certificate) を受けた者および戦傷袖章。1917年制定、1953年廃止) の着用を許可された者も同章の授与対象とされた。このことにより、マッカーサー自身も第一次世界大戦時の戦傷に対して同章が授与された。
第二次世界大戦中、アメリカ軍は日本本土決戦において生じるであろう死傷者数を推定して50万個のパープルハート章を製造したが、ポツダム宣言受諾によって本土決戦はなくなり、量産されたパープルハート章の大半は授与されずに在庫として保管された。在庫は2003年時点で総数12万個ほどで、2019年時点でも（リファービッシュされたものを含めて）底をついていなかった。

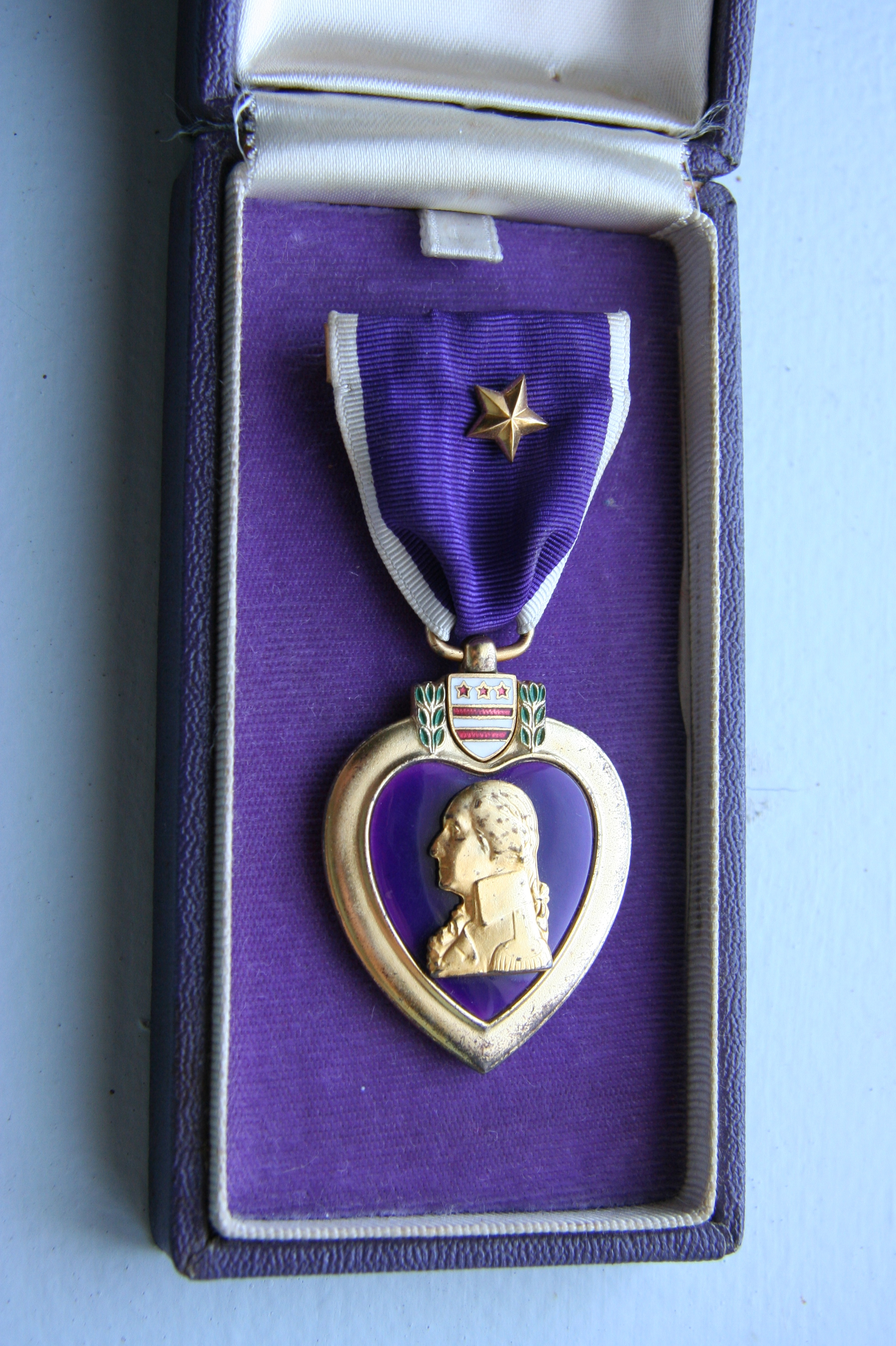
第二次世界大戦中のセット。この当時は略綬が付属しておらず、リボンの切れ端が一緒に渡されていた。
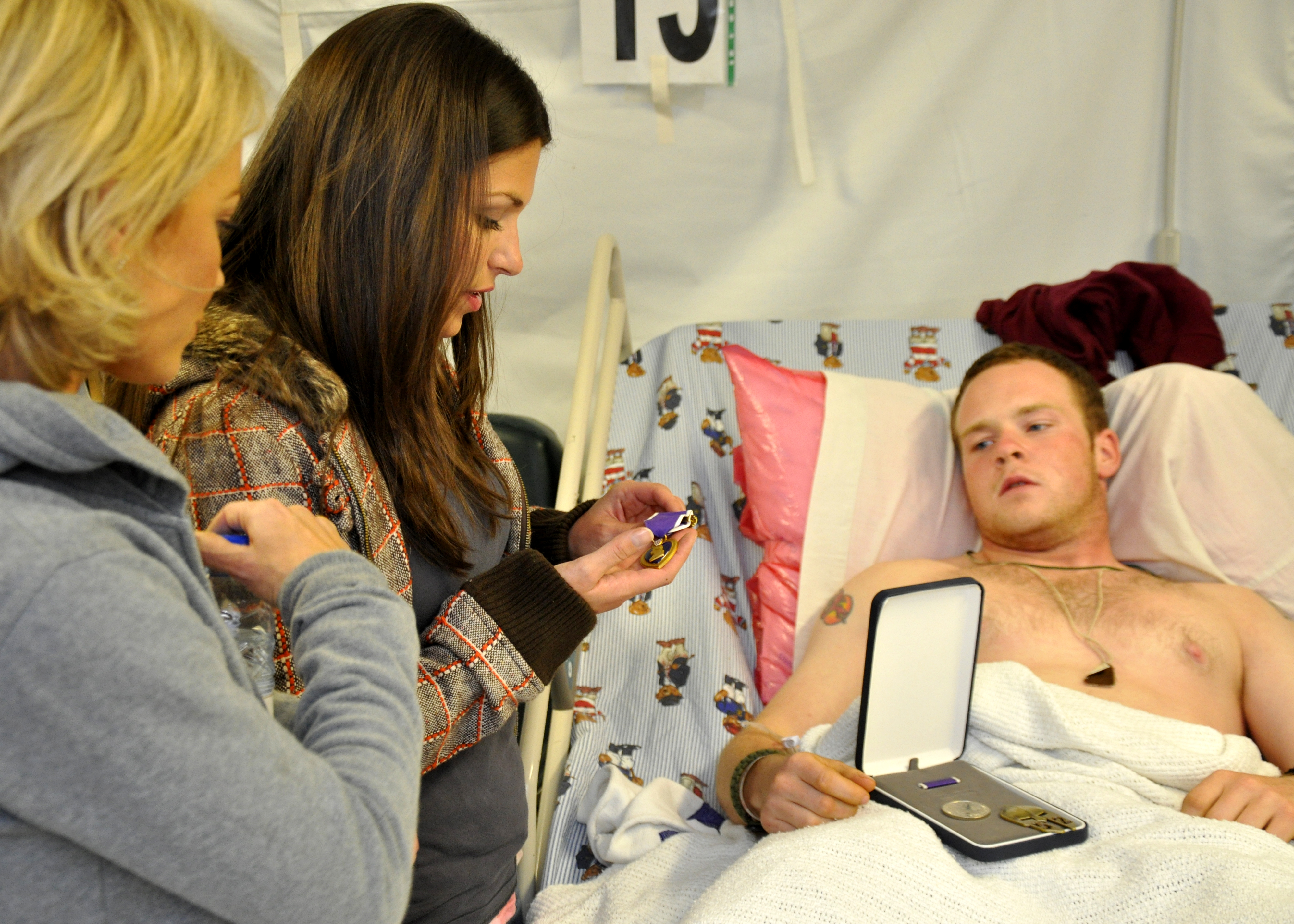
アフガニスタンで負傷し、授与された兵士。

## 主な受章者
- ジョージ・パットン
- ダグラス・マッカーサー
- マシュー・リッジウェイ
- チャック・イェーガー - 准将。
- J・ハーバート・ブルック

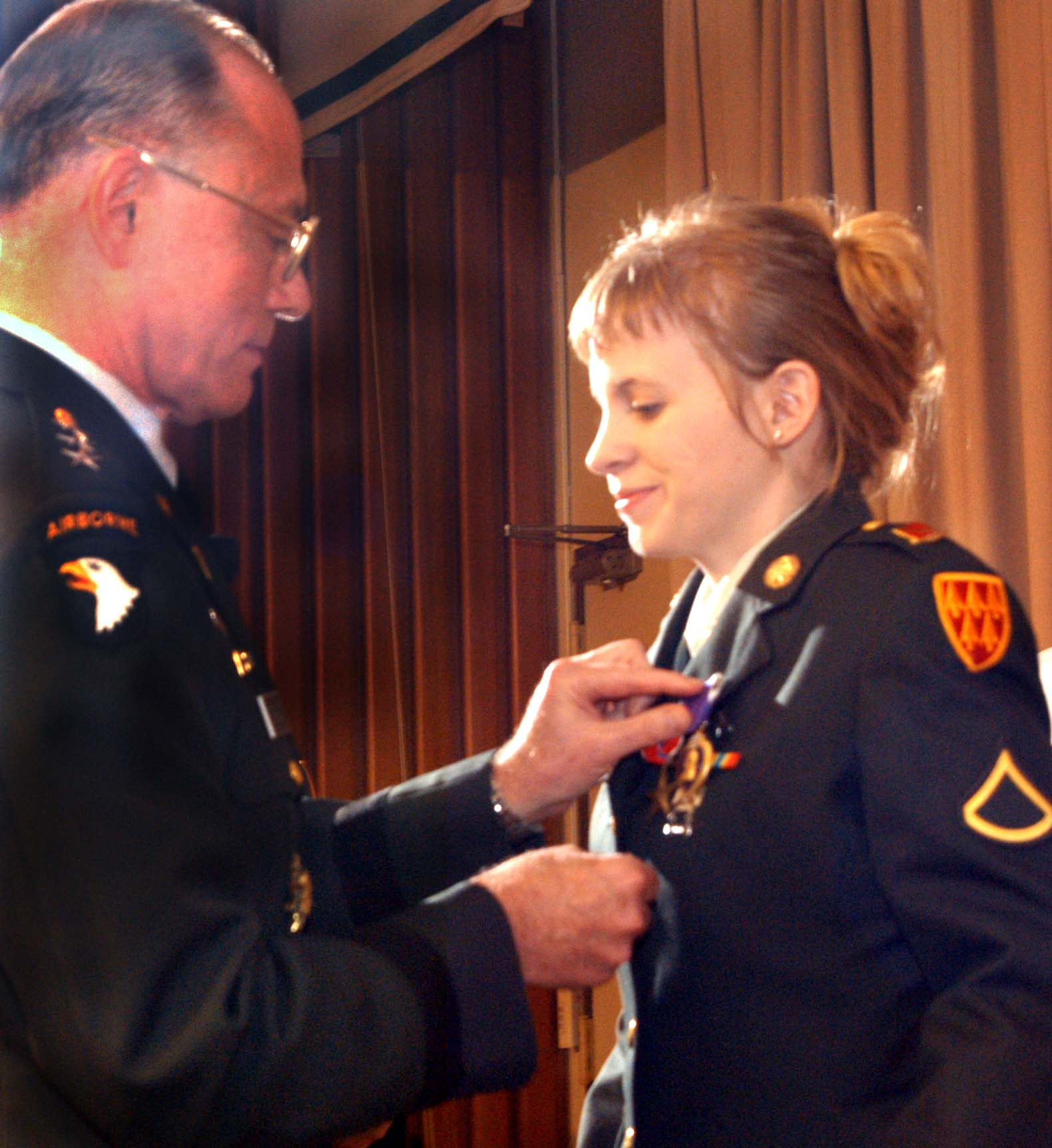
パープルハート章他を授与されるジェシカ・リンチ

- ジョン・F・ケネディ - 第35代アメリカ合衆国大統領
- ジョン・フォーブズ・ケリー - 民主党指名大統領候補
- ジョン・マケイン - 共和党指名大統領候補
- ジェームズ・ジョーンズ - 小説家
- ジョー・ホールドマン - 小説家
- カート・ヴォネガット - 小説家
- ウォーレン・スパーン - メジャーリーグ選手
- パット・ティルマン - NFL選手
- ルドルフ・アンダーソン
- ダニエル・イノウエ - 上院議員。負傷時の戦功に対して後年名誉勲章受章。
- ヨンオク・キム
- テリー・テルオ・カワムラ - 戦死。名誉勲章も受章。
- キャピー原田
- ジェシカ・リンチ
- ブルース・サンドラン
- サージェント・スタッビー - 第一次世界大戦当時の軍用犬
- オリバー・ストーン
- マット・ウルバン - 第二次世界大戦期の陸軍兵士、七回受章。
- リチャード・ウィンターズ - 少佐。E中隊長。ドラマバンド・オブ・ブラザースの主人公。
- チャールズ・ブロンソン
- チャールズ・ダーリング
- カルヴィン・L・グラハム - 第二次世界大戦期に受章。12歳での受章は最年少記録。
- ロッキー・ブレイヤー - フットボール選手。
- クリスティン・ベック
- ノーマン・シュワルツコフ - 湾岸戦争における多国籍軍の司令官。ベトナム戦争時の戦傷により受章。
- ロバート・B・シャーマン - 作詞家。
- エリック・シンセキ
- カルロス・ハスコック - ベトナム戦争で活躍した海兵隊の狙撃手。
- サミュエル・フラー
- コリン・パウエル
- リー・マーヴィン
- デイル・ダイ